# Manolo Escobar
Manuel García Escobar (19. října 1931, Daza, El Ejido, Almeria – 24. října 2013), známý jako Manolo Escobar, byl španělský zpěvák. Dříve se živil herectvím v různých hudebních filmech. Proslavil se písněmi The Porompompero, My car, The miniskirt nebo singlem And Eviva España, na kterém spolupracoval belgický skladatel Leo Rozenstraten.